# Schlacht von Zhapu
Kowloon – 1. Chuenpi – 1. Chusan – Damm – 2. Chuenpi – Humen – First Bar Island – Whampoa Island – Broadway – 1. Kanton – 2. Kanton – Sanyuanli – Amoy – 2. Chusan – Zhenhai – Ningbo – Ciqi – Zhapu – Wusong – Zhenjiang – Nerbudda
Bei der Schlacht von Zhapu eroberten britische Truppen während des Ersten Opiumkriegs die strategisch wichtige Küstenstadt Zhapu in der Hangzhou-Bucht am 18. Mai 1842.

## Hintergrund
Nach einer achtzehnmonatigen Serie von militärischen Niederlagen formulierte Kaiser Daoguang eine Doppelstrategie. Nach einem militärischen Sieg, welcher durch den General Yijing erreicht werden sollte, plante er Friedensverhandlungen, die sein Generalbevollmächtigter Qiying führen sollte. Die chinesische Führung, insbesondere Yijing, werteten den Rückzug der Briten aus Ningbo als eigenen militärischen Sieg. Ebenso berichtete er dem Kaiser wahrheitswidrig von erfolgreichen Gefechten um die Insel Zhoushan.
Auf britischer Seite stand ein Führungswechsel an, da Charles Elliot durch den in Asien eingetroffenen Henry Pottinger ersetzt werden sollte. Elliots subalterne Offiziere Hugh Gough und William Parker planten eigenständig eine Angriffsoperation auf Zhapu, um dem chinesischen Kriegsgegner keine Ruhepause zur Reorganisation zu gewähren. Ziel der Operation war die Störung des Binnensee- und Flusshandels durch die Besetzung strategisch wichtiger Küstenorte.
Die Kleinstadt Zhapu lag am nördlichen Zugang zur Hangzhou-Bucht, dem Seezugang der Provinz Zhenjiang. Vor dem Krieg waren in der Stadt aufgrund ihrer strategischen Lage 7000 Soldaten der Qing stationiert. Die Garnison von Zhapu litt wie das gesamte Qing-Militär an chronischer Unterfinanzierung, was viele Soldaten zu Nebeneinkünften neben ihrer militärischen Tätigkeit zwang. Im Juli 1840 hatte bei Zhapu bereits ein Artilleriebombardement der Briten stattgefunden, bei dem sechs chinesische Soldaten getötet worden waren. Ende 1841 waren alle größeren Hafenstädte südlich von Zhapu bereits Ziel britischer Angriffe geworden.
Einziges Befestigungswerk bei Zhapu war die Stadtmauer selbst. Die Garnison war mit sechzig Kanonen, davon elf aus Bronze, ausgestattet. Dies war ein deutlich geringerer Artilleriebestand als bei den vorher von den Briten angegriffenen Garnisonen. Nach der Räumung Ningbos am 7. Mai 1842 sandten die Briten eine Flotte aus sieben konventionellen Kriegsschiffen und vier dampfgetriebenen Schiffen mit rund 2000 Mann Bodentruppen in Richtung Norden. Die Flotte erreichte die Gewässer vor Zhapu am 17. Mai 1842.

## Verlauf

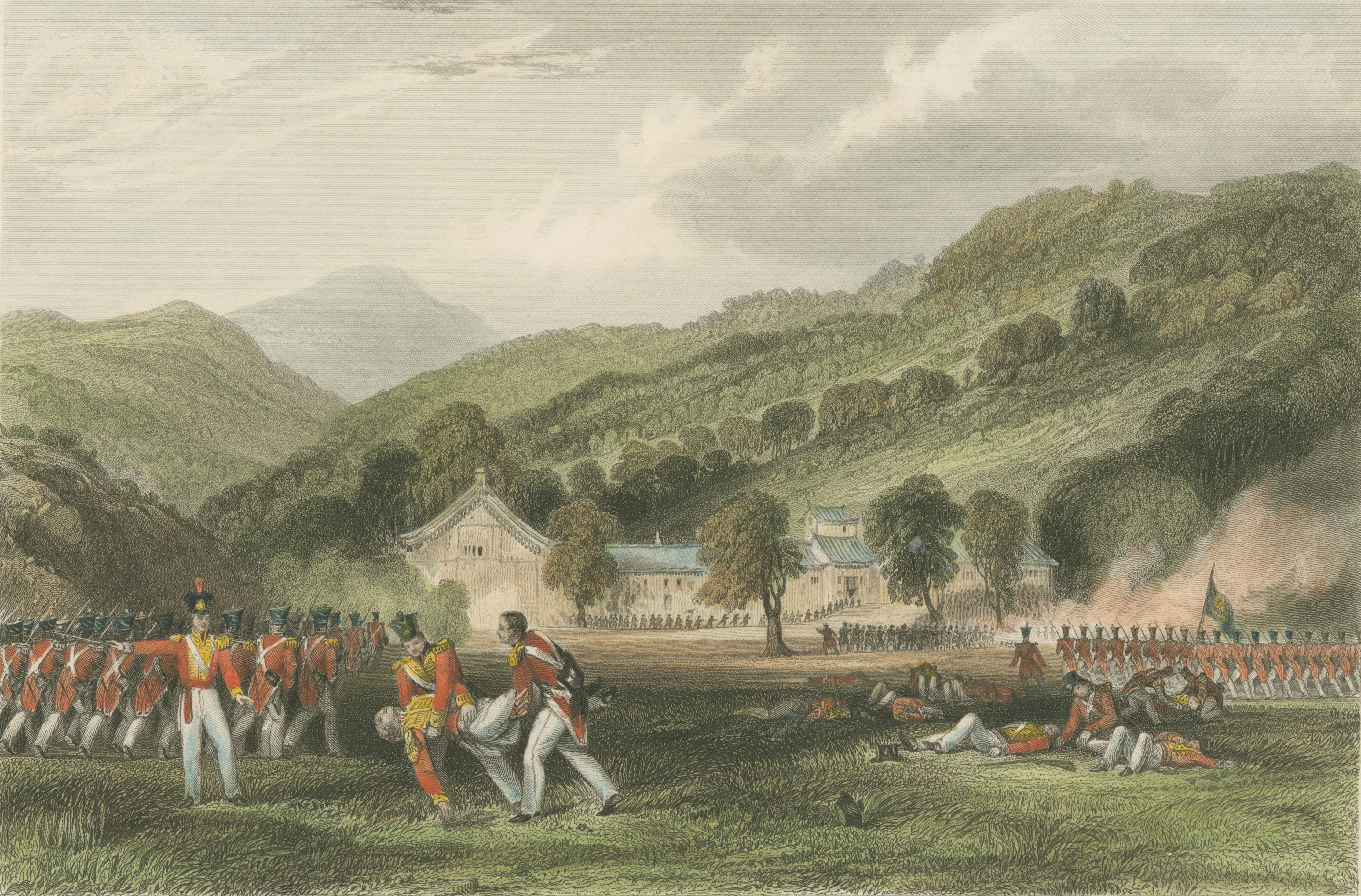
Britische Truppen greifen das Joss House an, bei dem Oberstleutnant Tomlinson tödlich verwundet wurde.

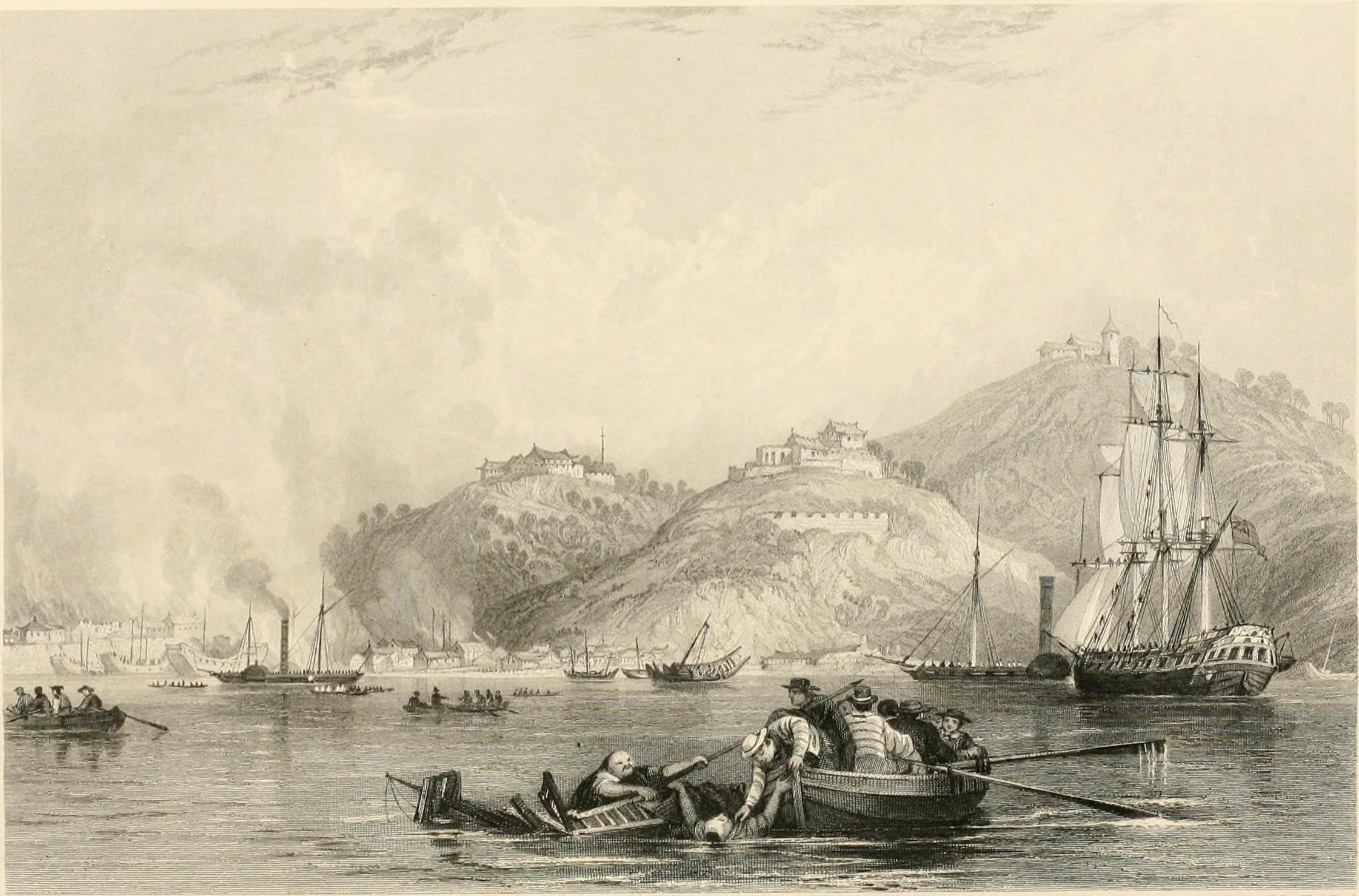
Britische Kriegsschiffe unterstützen die Landungstruppen. Im Vordergrund retten Briten chinesische Seeleute vor dem Ertrinken.

Der britische Angriff begann am 18. Mai 1842. Die Briten führten wie bei den vorausgegangenen Schlachten ein Bombardement von See aus, während zeitgleich Bodentruppen angelandet wurden, um die Verteidiger von der Flanke anzugreifen. Die Mehrheit der chinesischen Truppen floh infolgedessen vom Schlachtfeld. Einheiten der in Zhapu stationierten Acht Banner leisteten jedoch in der Stadt und einem nahegelegenen Tempel mit Nahkampf- und Handfeuerwaffen erbitterten Widerstand. Die chinesischen Verteidiger konnten der Feuerüberlegenheit der Briten jedoch nicht standhalten.

## Folgen
Die Schlacht wurde für die Briten mit neun Toten und 55 Verwundeten zu einer der verlustreichsten Schlachten des Ersten Opiumkriegs. Britische Soldaten und Offiziere berichteten von Massenselbstmorden von Bannersoldaten und deren in der Stadt lebenden Angehörigen aus Furcht vor der Entehrung der Gefangennahme. Zeitgenössische chinesische Quellen stellten die vielen Todesopfer unter der Zivilbevölkerung als britisches Massaker dar. Eine Statistik über die chinesischen Kriegstoten liegt sowohl für das Militär wie auch die Zivilbevölkerung nicht vor. Die Niederlage versetzte Yijing, der sich zum Zeitpunkt der Schlacht auf dem Weg nach Zhapu befand, in Panik. Am 28. Mai 1842 räumten die Briten die eroberte Stadt, um zu ihrem nächsten Angriffsziel Wusong bei Shanghai weiterzuziehen.